# The Sims: House Party
The Sims: House Party — второе дополнение для симулятора жизни The Sims, разработанное Maxis и изданное Electronic Arts. Оно было выпущено 27 марта 2001 года в США. Дополнение вводит возможность устраивать вечеринки и коллекцию тематических предметов для праздника. Организация вечеринки представляет собой мини-игру, где игрок должен выполнить ряд условий, чтобы организовать удачную вечеринку. 
Дополнение создавалось, чтобы усовершенствовать ИИ персонажей, в частности их взаимодействия в больших группах. Тема вечеринки оказалась наиболее подходящей темой для такого игрового процесса. Для него разработчики создали сотни новых анимаций и сценариев. Для игры также на симлише исполнили свои песни множество музыкантов.
House Party получила смешанные отзывы, с одной стороны критики заметили лучшею объёмность дополнения по сравнению с The Sims: Livin’ Large, а также похвалили его за усовершенстванное поведение симов, с другой стороны заметили, что расширение по прежнему слишком незначительно, чтобы считаться полноценным и платным дополнением.

## Игровой процесс
Дополнение вводит возможность устраивать вечеринки, для этого необходимо позвонить по телефону, чтобы организовать мероприятие и пригласить желаемое количество гостей. Вместе с дополнением также добавлено множество тематических объектов для вечеринок, которые можно условно поделить на три категории; кантри/дикий запад, луау и диско/рейв. Тема «дикого запада» включает такие предметы, как декоративные бычьи рога и механический бык, на котором надо удержаться. Тема луау включает в себя мебель из ротанги и бамбука, а также специальные купальные костюмы. Симы могут танцевать у стойки ди-джея, (дополнение предлагает пять разных видов танцев), сидеть у костра, брать еду со стола для фуршета и наслаждаться кальяном с пузырями. Дополнение также включает таких новых NPC, как мим, призванный испортить впечатление от вечеринки, или же человек-сюрприз, спрятанный в торте. 
Цель игрока — организовать хорошею вечеринку, для этого ему надо развлекать гостей общением, симу помогут специальные предметы, предназначенные для вечеринки. Сим может нанять бармена, готового у барной стойки разливать гостям напитки, а также специалиста по кейтерингу, готового накрыть стол для фуршета и убрать посуду за гостями. Сим также может устроить костюмированную вечеринку. Если вечеринка удастся, то её может посетить камео Дрю Кэри. В дополнении также появляются камео Майкла Мура, Чаро, Тины Йотерс, Адриана Змеда, Джона Дэвида Эшкрофта, Дайаны Росс, Тори Спеллинг и Кори Фельдмана.

## Создание и выпуск
Разработчики заметили, что тема дополнения базировалась на идее создания игрового процесса вокруг групповой динамики. Некоторые объекты, такие, как костёр позволяют взаимодействовать одновременно до восьми симам, разработчики уделили особое внимание социальным аспектам нескольких симов, которые взаимодействуют друг с другом. При этом разработчики желали сохранить элемент неожиданности и юмора, так гостям иногда могут докучать неожиданные NPC. Вместе с дополнением были добавлены сотни новых анимаций, в частности танцевальных. Также разработчики работали над проблемой того, чтобы симу не приходилось тратить слишком много времени, чтобы общаться с отдельными гостями. Так, многие объекты позволяют управляемому симу общаться и развлекать одновременно большую группу симов, или же чтобы гости сами развлекались, собираясь в группы. Взаимодействие с новыми объектами также может приводить к неожиданным результатам. Разработчики заметили, что с технической точки зрения дополнение делать не сложно, однако гораздо сложнее сделать так, чтобы новые объекты и анимации вписывались грамотно в симуляцию и не вызывали ошибки. 
Впервые о предстоящем выходе дополнения стало известно в январе 2001 года. Игровой процесс House Party был продемонстрирован на выставке Е3. Дополнение вышло 26 марта 2001 года в Бразилии, 27 марта в США и России, 28 марта в Южной Корее, 31 марта в Германии, 5 апреля во Франции, Италии и Испании, 6 апреля в Великобритании и Польше, 10 апреля в Дании, 18 декабря 2003 года в Японии и 28 марта 2001 года в США для компьютеров с операционной системой Mac Os.
После выхода, игра возглавила список бестселлеров для ПК в апреле и мае, опередив Black and White. В июле House Party заняло четвёртое место и продержалось на этом месте до августа. В сентябре дополнение заняло девятое место, а в октябре снова поднялось на четвёртое место и в декабре заняло шестое место. По итога, House Party заняла пятое место в списке игр-бестселлеров в 2001 году.

## Музыка
Для дополнения было записано множество песен с участием реальных музыкантов, певших на симлише. 
Вокал для кантри исполняли Гэрри Поттертон и Даг Хармен, рэп и хип-хоп исполняли Aobie,  Benzoe, Dedaman, Mac Kareem и Mahasin. Вокал для прочих песен исполняли Анна Карни, Дэн Мендоса, Эрик Томас, Джина Гай Музинич, Джини Трейси-Смит, Джон Гилл, Кари Фокс, Ларри Батисте, Лианн Кристоферсон, Молли Мастик, Моника Култер, Роберт Смит и Тони Линдсей.
| №                   | Название            | Автор(ы)            | Длительность |
| ------------------- | ------------------- | ------------------- | ------------ |
| 1.                  | «Sims House Party»  | Франсуа Ла Флер     | 3:24         |
| 2.                  | «Ee I Ooo Oh»       | Джерри Мартин       | 3:37         |
| 3.                  | «Shaka Do Thang»    | Кент Джолли         | 3:45         |
| 4.                  | «The Band»          | Дикс Брус           | 2:38         |
| 5.                  | «Sims Wipe Out»     | Кирк Кейси          | 3:03         |
| 6.                  | «Al Sims»           | Марк Руссо          | 3:44         |
| 7.                  | «SIMboys»           | Джерри Мартин       | 3:16         |
| 8.                  | «Simtricity»        | Джерри Мартин       | 3:46         |
| 9.                  | «Spring Break»      | Кент Джолли         | 3:44         |
| 10.                 | «Lakuwani»          | Анна Карней         | 3:11         |
| 11.                 | «Yippio Ki Oh»      | Дикс Брус           | 2:46         |
| 12.                 | «Put It Down»       | Джерри Мартин       | 3:49         |
| 13.                 | «Wewah»             | Роби Каукер         | 3:43         |
| 14.                 | «Jerry Lee Sims»    | Дикс Брус           | 3:48         |
| 15.                 | «Funky Sim»         | Марк Руссо          | 3:50         |
| 16.                 | «Simtasy»           | Джерри Мартин       | 3:09         |
| 17.                 | «Gloria Sims»       | Кирк Кейси          | 3:16         |
| 18.                 | «The Group»         | Кент Джолли         | 3:13         |
| 19.                 | «Simtrance»         | Франсуа Ла Флер     | 3:58         |
| Общая длительность: | Общая длительность: | Общая длительность: | 65:40        |

## Восприятие
| Сводный рейтинг       | Сводный рейтинг |
| Агрегатор             | Оценка          |
| --------------------- | --------------- |
| GameRankings          | 75,95 %         |
| Metacritic            | 74 %            |
| Иноязычные издания    |                 |
| Издание               | Оценка          |
| GameSpot              | 8 из 10         |
| IGN                   | 7 из 10         |
| CDAction              | 8/10            |
| Русскоязычные издания |                 |
| Издание               | Оценка          |
| Absolute Games        | 45 %            |

Дополнение получило преимущественно смешанные и положительные оценки, средние баллы по версии агрегаторов  Game Rankings и Metacritic составляют 74% и 75,95 %.
Часть критиков оставили восторженные отзывы, например представитель Maxim Online назвал расширение идеальным и лишь с двумя недостатками — «незаконными веществами и Робертом Дауни младшим». Редакция GMR Magazine также назвала дополнение великолепным и несомненно подходящим для игроков, обожающих устраивать виртуальные вечеринки . Представитель Gamezilla заметил, что истинное удовольствие, пришедшее с дополнением заключается не в симуляции разных сценариев, а в наблюдении за забавным и глупым поведением симов. Хотя дополнение не меняет ядро самого игрового процесса, но несомненно скрашивает опыт игры в симулятор жизни, добавляя множество новых сценариев взаимодействия симов.
Эндрю Парк с сайта Gamespot похвалил расширение, заметив, что в отличие в Livin 'Large, House Party добавляет не только новую коллекцию вещей и NPC, а улучшает геймплей, связанный с социальным взаимодействием, вводит геймпплей вечеринки, который позволит сделать дом ярким местом. Дополнение впервые позволяет симам коллективно взаимодействовать с некоторыми предметами, что лучше соответствует поведению настоящих людей. Возможность устраивать вечеринки у бассейна, костра или у стойки диджея несомненно делают опыт игры в The Sims ярче, тем не менее дополнение не предложило какое либо улучшение графики базовой игры. Более сдержанный отзыв оставила редакция IGN, назвав дополнение «Livin’ Large 2.5» и заметив, что оно вводит крайне мало изменений в игровом процессе. Хотя игрок найдёт интересным организовывать вечеринки и наблюдать за новыми взаимодействиями симов, House Party по-прежнему больше похожа на небольшой наполнитель, или набор, нежели на полноценное дополнение, как например к Age of Empires 2. Идея посвятить геймплей симуляции вечеринок и мероприятий сама по себе интересна, но осуществлена в данном дополнении далеко не в полной мере. Тем не менее дополнение несомненно понравится поклонникам The Sims.
Разгромный отзыв оставил критик Absolute Games, заметив, что дополнение — ничто иное, как очередной способ содрать деньги с покупателей за добавление лишь нескольких новых функций. «Вечеринка как таковая мало отличается от обычного сборища тупых сим-гостей в чужом доме, разве что масштабами». При этом AI и общий дизайн никто не стал править, а мероприятие по прежнему сопровождают горы грязных тарелок, которые лежат где попало и вечно занятые туалеты. Критик заметил, что тематическим вещам всё же удаётся хоть как то скрасить скучное мероприятие, а с добавлением «длинноногой модели в вечернем платье», разработчики явно заигрывают с представителями из ESRB и ELSPA, пытаясь протащить в игры для детей больше взрослых элементов. При выше сказанном, критик с сарказмом заметил, что даже при такой халтурной работе, у дополнения найдутся свои покупатели, чтобы играющие в The Sims не успели «пресытиться» и удалить от скуки игру.